# Орхидеева богомолка
Орхидеевата богомолка (Hymenopus coronatus) е вид насекомо от семейство Hymenopodidae.

## Разпространение
Видът е разпространен в тропическите дъждовни гори на Югоизточна Азия (Малайзия, Мианмар, Тайланд, Филипини и Индонезия). Среща се и в Западните Гати на Индия.

## Описание
Този вид имитира части от цветовете на орхидеята. Четирите ходещи крака наподобяват орхидееви венчелистчета, а назъбената предна двойка крака се използва както при другите видове богомолки за хващане на плячка.
По отношение на размерите орхидеевата богомолка има силно изразен полов диморфизъм – мъжките индивиди могат да бъдат под половината от размера на женските.
Богомолката може да променя цвета си от розов до кафяв, в зависимост от фоновия цвят на околната среда.

## Хранене
Видът е месояден, лови предимно други малки насекоми, включително щурци, мухи, плодови мухи, бръмбари и жилещи насекоми като пчели. Някои са канибалисти и ядат собствените си братя и сестри, когато някой от тях се окаже твърде близо.